# Rimski senat
Rimski senat, ena od najtrajnejših političnih institucij antičnega Rima. Ustanovljen je bil že v prvih dneh po ustanovitvi mesta Rima, ki je, po izročilu, nastal leta 753 pr. n. št.. Preživel je padec Rimskega kraljestva leta 509 pr. n. št., padec Rimske republike v 1. stoletju pr. n. št., delitev Rimskega cesarstva leta 395, padec Zahodnega rimskega cesarstva leta 476 in vladavino barbarov v 5., 6. in 7. stoletju. Senat Zahodnega rimskega cesarstva je svojo vlogo opravljal neprekinjeno do leta 603. 
V Rimskem kraljestvu je bil malo več kot kraljevo svetovalno telo. Zadnjega rimskega kralja Lucija Tarkvinija Superba so odstavili leta 509 pr. n. št. v državnem udaru, ki ga je vodil Lucij Junij Brut.
V zgodnji Republiki je bil senat politično šibak, medtem ko so imeli izvršilni magistrati kot vrhovni svečeniki, zakonodajalci, sodniki in poveljniki armade v rokah skoraj absolutno oblast. Ker je bil prehod iz monarhije v vladavino institucij verjetno postopen, je senat dosegel višek svoje politične moči šele v srednjem obdobju Republike. 
Po prehodu Republike v Principat je senat izgubil večino svoje politične moči, pa tudi ugleda. Po državnih reformah cesarja Dioklecijana je postal politično nepomemben in ni nikoli več dosegel moči, ki jo je nekoč imel. Ko se je sedež vlade preselil iz Rima, se je pretvoril v rimsko mestno upravno telo. Njegova podoba se je okrepila, ko je cesar Konstancij II. ustanovil dodatni senat v Konstantinoplu. 
Po padcu Zahodnega rimskega cesarstva leta 476, je senat na zahodu nekaj časa deloval tudi pod oblastjo barbarov. Ponovno ga je ustanovil bizantinski cesar Justinijan I., ko je osvojil večino izgubljenega ozemlja nekdanjega Zahodnega cesarstva, potem pa je leta 603 dokončno izginil. Senat Vzhodnega cesarstva je živel do 13. stoletja, ko so dokončno ugasnile še zadnje antične politične institucije.

## Senat Rimskega kraljestva
Senat Rimskega kraljestva je bil politično telo antičnega Rimskega kraljestva. Beseda senat izhaja  iz latinske besede senex, ki pomeni 'star', se pravi, da je bil senat nekakšen svet starešin. Prazgodovinski Indoevrpoejci, ki so se naselili v Italiji več stoletij pred ustanovitvijo Rima leta 753 pr. n. št., so se združevali v plemenske skupnosti, katere so pogosto vodili aristokratski sveti plemenskih starešin.
Zgodnja rimska družina se je imenovala gens, kar pomeni 'rod ali 'klan. Vsak klan je bil združba družin, ki jih je vodil skupen še živeči moški patriarh, imenovan pater (oče). Ko so se zgodnje Rimske gentes začele združevati v večje skupnosti, so bili patres vodilnih klanov izbrani v skupni svet starešin, iz katerega bi se lahko kasneje razvil rimski senat. Patres so postopoma spoznali potrebo po enem samem voditelju. Izvolili so kralja (rex), in nanj prenesli del svojih pristojnosti. Ko je kralj umrl, so se pristojnosti vrnile plemenskim starešinam.
Rimski senat naj bi po izročilu ustanovil prvi rimski kralj Romul in je na začetku štel sto mož. Potomci teh stotih mož so kasneje postali družbeni razred patricijev. Peti rimski kralj Lucij Tarkvinij Prisk je število senatorjev povečal za sto mož. Novi člani so bili izbrani iz manjših vodilnih družin in so se zato imenovali minorum gentium.
Sedmi in zadnji rimski kralj Lucij Tarkvinij Superb je mnogo vodilnih senatorjev usmrtil in jih ni nadomestil z novimi, zato se je število senatorjev zmanjšalo. Leta 509 pr. n. št. so v senat ponovno začeli sprejemati nove člane, med njimi tudi Lucija Junija Bruta in Publija Valerija Publikola iz viteškega reda konjenikov (ordo equites). Imenovali so jih conscripti ('naborniki') in število senatorjev se je postopoma povečalo na tristo.
Senat Rimskega kraljestva je imel tri glavne odgovornosti: deloval je kot najvišji organ izvršilne oblasti, bil kraljevo svetovalni telo in s soglasjem prebivalcev Rima deloval kot zakonodajni organ.
Njegova najpomembnejša naloga so bile volitve novih kraljev. Vsakega novega kralja je tehnično gledano izvolilo prebivalstvo, dejansko pa ga je izbral in potrdil senat.
Obdobje po smrti kralja do izvolitve novega se je imenovalo interregnum ('medvladje'). V tem času je interrex (regent) nominiral kandidate za novega kralja. Ko je senat dal kandidatu svojo začetno soglasje, ga je formalno izvolilo ljudstvo, potem pa ga je dokončno potrdil senat. Najmanj enega kralja, Servija Tulija, je brez volitev izbral senat.
Druga najpomembnejša naloga senata je bila svetovanje kralju. Kralj je lahko zavrnil kakršenkoli nasvet senata, zaradi ugleda senata pa je bilo njegove nasvete težko ignorirati. Tehnično bi lahko senat sprejemal tudi nove zakone, čeprav ni deloval kot zakonodajno telo v današnjem pomenu besede. Nove zakone je lahko razglašal samo kralj, čeprav sta bila v postopek pogosto vključena tudi senat in kurija (comitia curiata).

## Senat Rimske republike
Senat Rimske republike je bil politično telo antične Rimske republike. Sprejemal je sklepe, imenovane senatus consulta, ki so imeli obliko nasveta ali predloga magistratom. Nasveti niso imeli pravne moči, vendar so jih v praksi praviloma upoštevali.
Če je bil senatus consultum v nasprotju z veljavnim zakonom (lex), ga je morala obravnavati rimska skupščina. Skupščina je lahko predlog razveljavila, ker je temeljil na precedensu in ne na zakonu. Senatus consultum je lahko služil tudi za tolmačenje zakona.
Senat je s svojimi nasveti usmerjal magistrate, predvsem rimske konzule (vrhovne magistrate), v njihovih ukrepih v  oboroženih sporih.   Senat je imel tudi ogromno moč nad civilno upravo Rima. To je še zlasti veljalo za upravljanje državnih financ, ker je bil edini pooblaščen za izplačevanje javnega denarja iz državne blagajne.  S širitvijo Rimskega cesarstva je senat nadziral tudi upravljanje provinc, ki je bilo v domeni nekdanjih konzulov in pretorjev, in odločal, kateri magistrat bo upravljal katero provinco. 
Od 3. stoletja je senat igral ključno vlogo v kriznih situacijah.  Lahko je pozval k  imenovanju diktatorja, četudi so to pravico imeli vsi konzuli brez vpletanja senata. Po letu 202 se je položaj diktatorja uporabil samo še dvakrat. Nadomestil se je z dokončno resolucijo senata (senatus consultum ultimum), ki je pooblastila konzule, da lahko za rešitev krize uporabijo vsa razpoložljiva sredstva.
Zasedanja senata so lahko potekala v Rimu ali izven njegovih uradnih meja (pomerium), vendar ne več kot miljo izven njih. Za senat so veljale tudi različne verske norme, na primer žrtvovanje bogovom pred vsakim zasedanjem in iskanje božanskih znamenj (auspicium).
Zasedanja so se običajno začenjala ob zori in so bila javna. Vodil jih je predsedujoči magistrat, ki je bil po navadi konzul. Vsako zasedanje je začel z uvodnim govorom, za njim pa so prišli na vrsto senatorji s svojimi problemi in predlogi. Vrstni red je določal njihov položaj. Senat je ukrepal samostojno ali celo proti volji predsedujočega. 
Senatorji so imeli na razpolago številne načine, s katerimi so lahko vplivali ali celo onemogočili predsedujočega magistrata. Eden od njih je bilo izkoriščanje določila, da so morali pred glasovanjem govoriti vsi senatorji, drugi pa, da so se morala vsa zasedanja končati do mraka. Senator, ki ne nameraval onemogočiti delo senata (filibaster ali diem consumere), je lahko na primer razpravo zavlačeval do noči. Besedilo sklepa je predlagal predsedujoči, glasovalci pa so se lahko izjasnil za predlog ali proti njemu. Rapravo so lahko pred glasovanjem prekinili z vetom, kar je običajno opravil tribun. Če ni bilo veta in je bil predlog manj pomemben, se je glasovalo glasovno ali z dvigovanjem rok. Če ni bilo veta in je bil predlog zelo pomemben, se je glasovalo s presedanjem, tako da so se senatorji presedli na eno ali drugo stran dvorane. 
Zelo pomembna je bila etičnost senatorjev. Senatorji niso smeli delovati v bančništvu in sodelovati v kakršnikoli obliki javnih naročil, niso smeli imeti ladje, ki bi bila dovolj velika za mednarodno trgovanje, in niso smeli zapustiti Italije brez soglasja senata. Za svoje delo niso bili plačani. Izvolitev na magistrski položaj je avtomatsko pomenil tudi članstvo v senatu.

## Senat Rimskega cesarstva
Po padcu Rimske republike se je konstitucionalno ravnotežje moči premaknilo iz rimskega senata proti rimskemu cesarju. Senat je sicer obdržal pravni položaj, kakršnega je imel v Republiki, v praksi pa je bila njegova oblast zanemarljivo majhna. Vso moč v državi je imel v svojih rokah cesar. Za članstvo v senatu so se zato potegovali samo posamezniki, ki so bolj kot oblast iskali prestiž in socialni položaj.
Med vladanjem prvih cesarjev se je vsa zakonodajna, sodna in volilna oblast prenesla iz rimske skupščine (comitia) na senat. Ker je imel cesar oblast nad senatom, je senat deloval zgolj kot stroj za izvrševanje njegove avtokratske oblasti.
Prvi cesar, Avgust, je število senatorjev zmanjšal z devetsto na šeststo, čeprav je bilo istočasno aktivnih samo sto do dvesto senatorjev. Od takrat se število senatorjev nikoli več ni bistveno spremenilo. Članstvo se je tudi v cesarstvu volilo.
Član senata je lahko postal nekdo, ki je bil izvoljen za kvestorja (magistrat s področja finančništva), če je bil v senatorskega ranga. Če ni bil senatorskega ranga, sta do senatorskega položaja vodili dve poti: cesar je lahko posamezniku podelil položaj, ki mu je omogočil izvolitev za kvestorja, ali pa ga je za senatorja imenoval sam s posebnim dekretom. V cesarstvu je bila cesarjeva oblast nad senatom absolutna.
Na zasedanjih senata je cesar sedel med dvema konzuloma in običajno igral vlogo predsedujočega. V zgodnjem cesarstvu so senatorji lahko postavljali kakršnakoli vprašanja ali od senata zahtevali določene ukrepe. Višje rangirani senatorji so razpravljali pred nižje rangiranimi, cesar pa je lahko govoril kadarkoli.
Senatu so poleg cesarja lahko predsedovali konzuli in pretorji. Ker so senatorji lahko kandidirali za izvolitev v magistrata samo s cesarjevo odobritvijo, so praviloma vsi glasovali za cesarjev predlog. Če se senator ni strinjal s predlogom in bi zato glasoval proti, se tisti dan zasedanja raje ni udeležil.
Rimska skupščina je zasedala tudi po ustanovitve Cesarstva, četudi se je njena moč v celoti prenesla na senat  in so se odloki senata (senatus consulta) pretvorili v zakone. Zakonodajna moč senata se je kazala predvsem na finančnem in upravnem področju, veliko moč pa je obdržal tudi nad provincami.
V zgodnjem Rimskem cesarstvu je imela vso sodno oblast skupščina, vendar se je tudi ta prenesla na senat. Senat je tako dobil na primer tudi vse pristojnosti v sodnih postopkih za kriminalna dejanja. V takšnih postopkih je imel konzul vlogo predsednik sodišča, senatorji vlogo porotnikov, sodba pa je imela obliko dekreta senatus consultum. Pritožbe na razsodbo niso bile mogoče. Obtoženega je lahko oprostil samo cesar s svojim vetom. Cesar Tiberij je s skupščine na senat prenesel tudi vse pristojnosti, povezane z volitvami. Senat je potem lahko teoretično sam volil nove magistrate, vendar bila je za dokončno izvolitev potrebna odobritev cesarja.
Okoli leta 300 je cesar Dioklecijan uzakonil vrsto državnih reform. Z eno od njih je cesar dobil pravico, da prevzame oblast brez soglasja senata, kar je senatu odvzelo položaj najvišje državne institucije. Dioklecijanove reforme so končale vse utvare, da je senat neodvisno zakonodajno, sodno in volilno telo. Senat je obdržal svojo zakonodajno oblast samo nad javnimi igrami v Rimu in senatorskim razredom.
Senat je ohranil tudi pooblastila v sodnih procesih za izdajo države in volitvah nekaterih magistratov, vendar samo z dovoljenjem cesarja. V zadnjih letih cesarstva je senat nekajkrat poskusil imenovati novega cesarja, na primer Evgenija, katerega so kasneje porazile sile, zveste Teodoziju I.. Senat je ostal tudi zadnja trdnjava tradicionalne rimske religije proti širjenju krščanstva in je večkrat poskušal, da bi v senatsko kurijo vrnili Oltar zmage, ki ga je odstranil Konstancij II..

## Senat v Rimu po obdobju cesarstva
Po padcu Zahodnega rimskega cesarstva leta 476 je senat še naprej deloval v barbarskem in zatem v  vizigotskem Italskem kraljestvu. Pod barbarskimi vladarji se je njegova vloga močno okrepila, ker so od njega poskušali dobiti podporo. Za to obdobje je značilen vzpon prominentnih rimskih senatorskih družin, na primer Anicijev, medtem ko je bil predsednik senata (princeps senatus) pogosto samo desna roka trenutnega vladarja. Znano je, da je senatu leta 496 uspelo ustoličiti protipapeža Lovrenca, čeprav sta tako kralj Teodorik kot cesar Anastazij I. podpirala drugega kandidata Simaha.
Miroljubno sožitje senata in barbarskega kralja se je nadaljevalo, dokler se ni ostrogotski vladar Teodahad uprl bizantinskemu cesarju Justinijanu I. in vzel senatorje za talce. Leta 552 je bilo več senatorjev usmrčenih kot povračilo za smrt vzhodnogotskega kralja Totila. Ko je Rim osvojila bizantinska vojska, je senat ponovno začel delovati. Med dolgoletno vojno je, tako kot sam Rim, zelo oslabel. Mnogo senatorjev je bilo ubitih, mnogo pa jih je pobegnilo v Konstantinopel in tam tudi ostalo zaradi ugodne Justinijanove zakonodaje, ki je po drugi strani ukinila skoraj vse senatorske položaje v Italiji. Papež Gregor I. Veliki je v svoji pridigi leta 593  obžaloval, da je senatorski red skoraj popolnoma izginil in da je nekdaj prestižni senat propadel.
Leta 578 in nato še leta 580 je senat poslal v Konstantinopel delegacijo, ki je novemu cesarju Tiberiju II. za darilo prinesla 3000 funtov zlata in ga istočasno zaprosila za pomoč proti Langobardom, ki so deset let pred tem napadli Italijo. 
Kdaj je senat na Zahodu dokončno izginil ni povsem znano, iz Gregorijanskega registra pa je razvidno, da je senat leta 603 odobril nova kipa cesarja Fokasa in cesarice Leontije. Zagotovo je izginil pred letom 630, ko je papež Honorij I. Curio Julio spremenil v cerkev.
Naslov senator se je občasno uporabljal še v poznem srednjem veku kot nepomeben dodatek k plemiškemu naslovu, ki ni več pomenil članstva v kakšnem organiziranem državnem telesu.
Leta 1144 je Rimska komuna poskušala vzpostaviti režim, ki se je zgledoval po stari Rimski republiki, kar je bilo v nasprotju s takratno oblastjo visokega plemstva in papežev. Ustanovila je tudi senat, enak antičnemu senatu. Revolucijonarji so Rim razdelili na štirinajst okrožij, ki so izvolila po štiri senatorje, skupaj 56 senatorjev (eden od virov trdi, da jih je bilo samo petdeset). Ti senatorji so bili prvi pravi senatorji po 7. stoletju. Za predsednika so izvolili Giordana Pierleonija, sina rimskega konzula Piera Leonija. Naslovili so ga s patricijem, ker je imel naslov konzul v nekaterih okoljih negativen prizvok.
Novi-stari senat je bil pod stalnim pritiskom. Konec 12. stoletja je doživela radikalno spremembo, ker se je število članov zmanjšalo na enega samega člana, imenovanega summus senator. Summus senator je bil od takrat dalje naziv načelnika civilne uprave Rima. V letih 1191-1193 je to bil nek Benedetto, imenovan tudi carus homo ('dragi mož') ali carissimo ('najdražji').

## Senat v Vzhodnem rimskem cesarstvu
V Konstantinoplu je senat deloval nemoteno tudi po propadu Zahodnega cesarstva. V drugi polovici 10. stoletja je cesar Nikifor II. Fokas predsednika senata preimenoval v proedra (grško:  πρόεδρος, próedros). Do sredine 11. stoletja so bili proedri lahko samo evnuhi, potem pa so to omejitev odpravili in imenovali več proedrov. Eden od njih je bil višji proeder (grško: πρωτοπρόεδρος, protopróedros), ki je bil istočasno predsednik senata. Obstajali sta dve vrsti sej senata: silentium, katere so se udeležili samo magistrati in conventus, katere so se lahko udeležili vsi senatorji (grško: συγκλητικόι, sinkletikói). Senat v Konstantinoplu je deloval do začetka 13. stoletja. Njegovo zadnje znano dejanje je bila izvolitev Nikolaja Kanabosa za cesarja med četrto križarsko vojno leta 1204. 